# Brooklyn Cyclones
I Brooklyn Cyclones sono una squadra di baseball che gioca nella Minor League Baseball, affiliata attualmente ai New York Mets della MLB, giocano nello stadio MCU Park che conta 7 500 posti a sedere.
La squadra venne fondata nel 1986 come St. Catharines Blue Jays e fu affiliata ai Toronto Blue Jays fino all'anno 2000. Vinse il suo primo titolo proprio nel primo anno di fondazione.
Nel 2000 passarono da Toronto a New York e in quell'anno venne momentaneamente usato lo stadio Queens Kings.
Nel 2001, la squadra passata ai New York Mets centrò immediatamente il suo secondo e per ora ultimo titolo dopo una stagione da 52 vittorie e 24 sconfitte.
Nel 2003 e 2004 venne nuovamente vinta la McNamara Division, ma la corsa si fermò ai playoff.
Dopo due anni non soddisfacenti, nel 2007 venne rivinta la division con un record di 49 vittorie e 25 sconfitte.
L'ultima apparizione ai playoff risale al 2010, quando venne vinta per l'ottava volta la McNamara Division.

## Roster attuale
Aggiornato il: 23 aprile 2017